# Zdzisław Kapka
Zdzisław Kapka (Cracóvia, 7 de dezembro de 1954) é um ex-futebolista polonês. Ele competiu na Copa do Mundo FIFA de 1974, sediada na Alemanha, na qual a seleção de seu país terminou na terceira colocação dentre os 15 participantes.